# She Wanted a Millionaire
She Wanted a Millionaire è un film del 1932 diretto da John G. Blystone.

## Trama
Una ragazza divenuta povera è corteggiata da un ricco milionario e da un giornalista: nonostante gli avvertimenti di quest'ultimo, la giovane parte col milionario per una piccola vacanza in uno chalet in Francia, dove rischierà una morte crudele.

## Produzione
Il film fu prodotto dalla Fox Film Corporation. Venne girato a Bel Air, in Stone Canyon Rd.

## Distribuzione
Distribuito dalla Fox Film Corporation, il film uscì nelle sale cinematografiche USA il 21 febbraio 1932 dopo una prima il 19 febbraio a New York.